# Reginald Arnold
Reginald Athelstane Arnold (født 9. oktober 1924 i Murwillumbah, død 23. juli 2017 i Nerang) var en cykelrytter fra Australien. Hans foretrukne disciplin var banecykling.
Arnold deltog i 103 seksdagesløb, hvor han fra 1949 til 1961 vandt 16 løb. Ved Københavns seksdagesløb blev det sammen med makker Ferdinando Terruzzi til andenpladsen i 1956 og 1957, og tredjepladsen i 1959. Arnold havde glasøje, og kunne af den grund ikke finde rundt på den korte cykelbane ved Seksdagesløbet i Aarhus.